# Heat (fragrância)
Heat é a primeira fragrância por Beyoncé Knowles, uma  multi-empreendedora cantora-atriz, e entre outras funções, endossadora de perfumes e empresária no ramo de cosméticos. Foi criado por Knowles e lançado pelas companhias Givaudan’s Claude Dir & Olivier Gillotin  em 03 de fevereiro de 2010, usando o slogan Catch the Fever. No Reino Unido, Beyoncé lançou um extended play (EP) intitulado Heat: Limited edition CD que acompanhava o perfume. Para o álbum, foi lançado uma regravação por Beyoncé da canção "Fever" como single promocional no dia 8 de Fevereiro de 2010. O comercial para a fragrância foi dirigido por Jake Nava, onde gerou uma controvérsia para a sua "imagem sexy", e só foi permitida transmissão noturna no Reino Unido.
A fragrância recebeu em sua maioria críticas positivas pelos críticos do ramo, recebendo várias prêmios, como o Dutch Drugstore Award para Dutch Drugstore Award, Academia Del Parfume para Mejor Perfume Femenino Categoría Gran Público e sendo indicado ao FiFi Awards, que é a principal premiação do ramo, na categoria Media Campaign of The Year. Comercialmente, Heat foi um sucesso sendo o mais vendido em vários países do mundo. A conceituada revista Forbes colocou Heat como a fragrância de celebridade mais vendida no mundo, onde já arrecadou mais de 21 milhões de dólares. No Reino Unido, Heat é a fragrância de celebridade mais vendida
da história.
Outros produtos foram lançados em sua linha, sendo vários tamanhos da fragrância e uma loção corporal. Heat foi relançado em setembro de 2010, numa versão Ultimate Elixir, que foi feito para capturar um lado mais privado, e no mesmo ano numa versão sólida num anel intitulada Heat Solid Perfume Ring. Em 2012, foi lançado outra versões do perfume intitulado Heat Sparkling Body Mist, que é mais fresco que a original e deixa uma sensação espumante na pele, e semanas depois na versão Midnight Heat.

## Concepção

### Desenvolvimento
Heat foi criado por Beyoncé Knowles em 2009 e foi lançado, nos Estados Unidos em 3 de fevereiro de 2010. De acordo com o site "Beyoncé Parfums", Heat é "uma fragrância cativante que desencadeia um fogo vivo dentro de nós". Também foi descrito como "uma expressão única de sensualidade poderosa de uma mulher: sexy, elegante e feminina, com um ar de mistério", resumindo que a fragrância reflete "uma mulher auto-confiante, que não tem medo de desejar e de ser desejada". Como um todo, a fragrância é "sedutora fragrância moderna", que incorpora um espírito convincente. Em um vídeo dos bastidores, Knowles revelou a razão do nome do perfume. Segundo ela, era porque o cheiro sai como "infecciosa", ainda a elaboração de: "É como algo que você não pode obter o suficiente, é quente, é sexy, ela definitivamente faz você se sentir como você estivesse com febre." Knowles ainda afirmou que suas notas de fragrâncias preferidas são vermelho orquídea de baunilha, devido à seu "sexy" e "picante" cheiro, e madressilva, devido ao seu cheiro "sensual" e "doce". Ela concluiu: "Ela deu muito trabalho, mas eu estava realmente muito feliz e eu acho que é algo que eu vou ter orgulho de 20 anos a partir de agora."

### Embalagem e conteúdo
O perfume foi embalado em uma garrafa vermelha triangular, possuindo frutado, floral, perfumes lenhosas, flores raras, bem como sensual, e é tanto "feminino e irresistível". As notas primárias da fragrância apresenta baunilha vermelha, orquídea, magnolia, neroli, blush de pêssego. Em suas notas secundárias, o perfume possui uma combinação sensual de amêndoa macaroon, madressilva néctar e Crème de Musk. A fragrância termina em Notas sua base com "um quente e sexy seca-down "da gigante sequóia Milkwood , fava tonka e âmbar. Após o lançamento de Heat, Knowles descreveu o frasco do perfume, seu design e inspiração em profundidade, como segue:
| “ | Muitas das minhas performances tiveram fogo envolvido, então pensamos 'Heat'. Além disso, o vermelho é uma das minhas cores favoritas, assim como o dourado. Então nós pensamos em fazer a garrafa parecendo que está pegando fogo. Eu amo garrafas antigas - minha mãe tinha uma coleção deles quando eu estava crescendo. Eu queria algo com um sentimento antigo e moderno. Mesmo com meu guarda-roupa, eu sempre tento encontrar as coisas que têm um pouco de algo vintage, mas ainda intemporal e clássico. A garrafa, senti, que era uma grande mistura dos dois. Tudo, desde o design do frasco com o nome e as ideias para os comerciais, que sou eu. Quando eu me comprometo com algo, eu faço 100 por cento! | ” |

## Divulgação

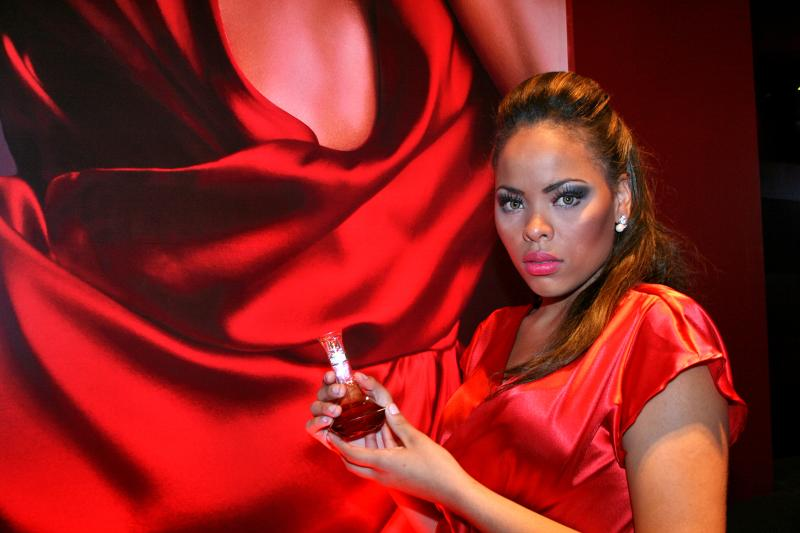
Uma modelo segurando o perfume Heat de Beyoncé no lançamento do perfume no Brasil em São Paulo.

A campanha para a divulgação de Heat foi ampla. O comercial de televisão para o perfume foi dirigido por Jake Nava, que já dirigiu os vídeos da Beyoncé para seus singles, cronologicamente organizados: "Crazy in Love", "Baby Boy", "Beautiful Liar", "If I Were a Boy", e "Single Ladies (Put a Ring on It)". Trey Laird foi o diretor executivo de criação, enquanto Hans Dorsinville foi o diretor criativo do vídeo. Laird disse que o tema principal do comercial é que deve aparecer Beyoncé "sexy e um pouco perigosa", no entanto, "de um modo sofisticado e elegante". Lançado em canais de televisão em dezembro de 2009, o comercial tem a canção "Fever" como plano de fundo. Beyoncé usa um vestido de cetim vermelho tanto no comercial quanto o anúncio impresso. O vestido tem sido descrito como "revelador". Knowles é vista suando em bicas em uma casa de banho cheia de vapor, enquanto em uma das cenas, ela é vista aparentemente se divertindo em um banho.
Jake Nava elogiou Beyoncé agindo no comercial, afirmando: "Ela é tão terrivelmente quente que, mesmo quando ela toca o chão com seus perigosos salto alto, ela meio que define o seu mundo em chamas." Em uma entrevista com o Women's wear daily, Knowles descreveu o tom sexual do vídeo dizendo: "Meus momentos são mais sexy quando eu estou apenas saindo para fora da banheira ou do chuveiro e eu estou limpo, então eu queria que incorporar nos anúncios. A canção "Fever" que eu fiz anos atrás e sempre adorei. [Para o comercial] Eu comecei a cantá-la um pouco mais sussurrante, mais natural."
Em novembro de 2009, a publicidade impressa para Heat foi feita por Michael Thompson, que descreveu Knowles como "sensual" no cartaz.  Os últimos shows de Knowles em uma sedutora pose e vestindo um roupão de cetim vermelho com o slogan 'Catch the fever'. Thompson revelou em um vídeo por trás das cenas as sessões de fotos para a fragrância, que ele queria captar Knowles "em sua verdadeira essência", onde ela "gera calor" e é apenas "sensual e divertido e cheio de energia."  "Fever" foi regravada por Knowles em duas ocasiões diferentes. Knowles primeiro gravou sua versão de "Fever" em 09 de setembro de 2003 por seu filme The Fighting Temptations. Antes do lançamento de Heat, ela gravou "Fever" novamente para o comercial da fragrância. Após o lançamento da fragrância, a canção foi lançado oficialmente, em seguida, que a última versão como um single promocional nas lojas musicais através da Columbia Records em 8 de fevereiro de 2010 para promover a fragrância. Foi disponibilizada digitalmente no Reino Unido, no dia seguinte.
Em 3 de fevereiro de 2010, Knowles lançou o perfume na Macy's Herald Square em Nova York, onde ela posou para fotos e deu autógrafos para os fãs. No dia 9 de fevereiro de 2010, Knowles apareceu no programa de TV The Today Show, onde falou sobre a fragrância. De 15 de janeiro de 2011 a 15 de fevereiro de 2011, a revista Seventeen deu 10.000 amostras grátis do perfume. Uma amostra da fragrância foi dado para cada cópia da edição de fevereiro de 2011 ao comprador da edição. Os compradores tem que trazer sua edição da revista de fevereiro 2011 a um participante da loja Macy'a, uma cópia da página inicial do site Seventeen.com 's, ou a Seventeen de fevereiro no iPad app, a fim de obter a amostra.  Uma amostra de Heat foi distribuído junto com cada cópia do álbum ao vivo por Beyoncé, I Am... World Tour (2010) e seu quarto álbum de estúdio, 4 (2011).

## Recepção

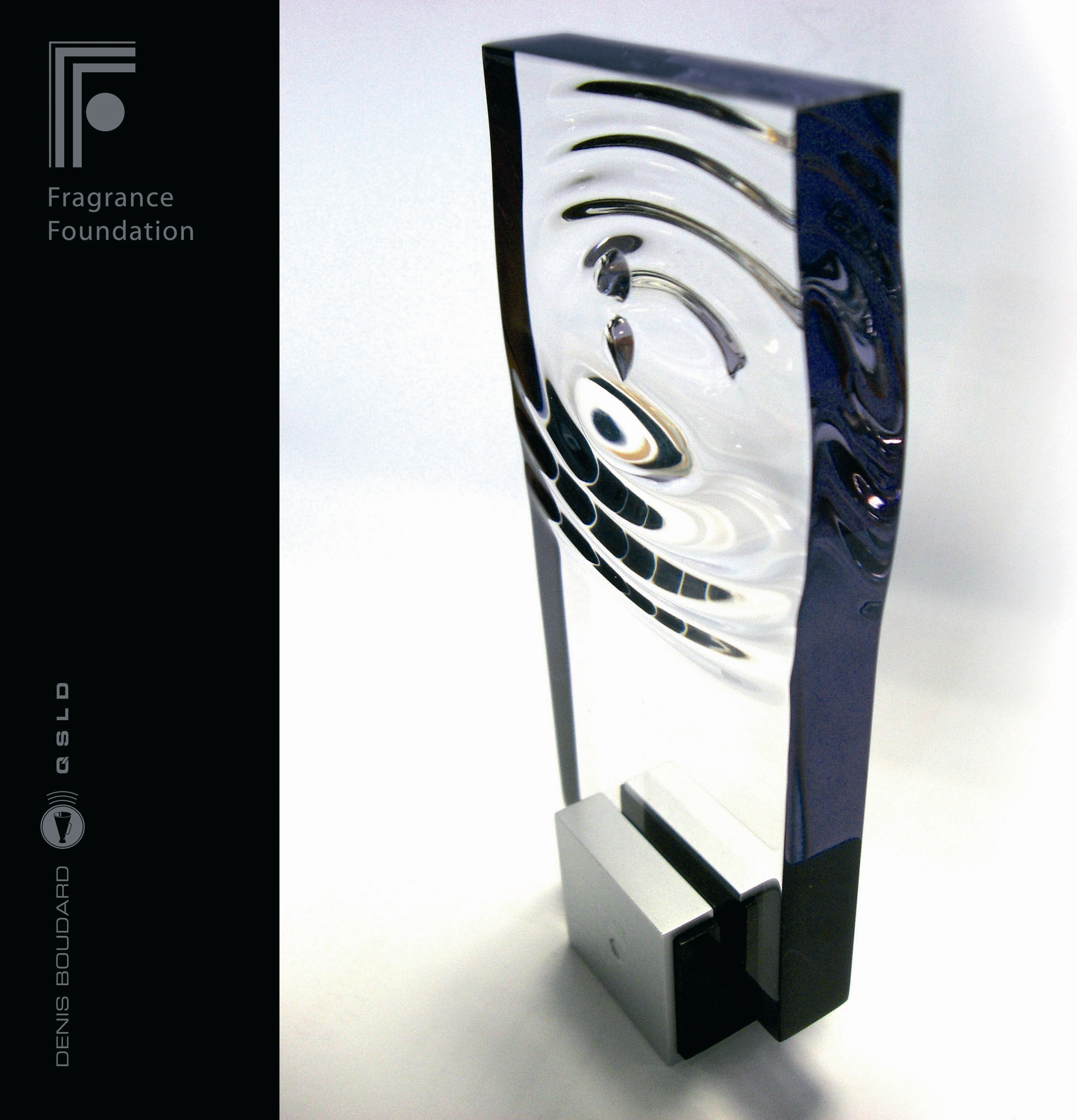
Heat foi indicado ao FiFi Awards de 2011.

A fragrância recebeu em sua maioria críticas positivas pelos críticos do ramo. Holly Siegel de The New York Times elogiou o cheiro do perfume ressaltando os ótimos elementos da fragrância "a mistura floral-frutal amadeirada e notas de neroli, amêndoa e tonka bean" Um editor para a loja Macy's elogiou o perfume declarando: "Eu não sou um fã de fragrâncias de celebridades, mas quando eu cheirava isso, eu tinha que ter. É sedutor, com um toque uma doçura já obteve muitos elogios.!" Em alusão as críticas positivas, Heat vendeu vários prêmios: Academia Del Parfume para Mejor Perfume Femenino Categoría Gran Público, Beauty Awards para Women's Scent Mass, Cosmetic Norwegian Award para Best Fragrance In The Lifestyle, Design of the Times Awards para Gold Award, Dutch Drugstore Award para Best Fragrance e foi indicado ao FiFi Awards, que é a principal prêmição do ramo da perfumaria, na categoria Media Campaign of The Year
Comercialmente, o perfume foi sucesso absoluto. Em março de 2010, foi revelado pelo diretor-executivo das lojas Macy's, Terry Lundgren, que a sua cadeia havia arrecadado mais de US$ 3 milhões apenas com o perfume Heat entre o início de fevereiro de 2010 e início de março de 2010. Enquanto Knowles foi na loja para autógrafos durante uma hora durante o lançamento do perfume, Lundgren mostrou que eles venderam 72.000 frascos durante esse período de tempo. Poucos dias após o lançamento do perfume, ele se tornou o número um perfume nos Estados Unidos. No Reino Unido, Heat se tornou a fragrância de celebridade mais vendida da história.  A conceituada revista Forbes colocou Heat como a fragrância de celebridade mais vendida no mundo, onde já arrecadou mais de 21 milhões de dólares.

## Produtos
O Heat foi lançado em três tamanhos diferentes. Destaque nos aromas Eau de Parfum , calor curvaceously base arredondada reduz a um pescoço fino e quadrado e o efeito de gradiente vermelho dá a impressão de um fogo queimando dentro. A parte superior da garrafa é afiado com uma faixa dourada, inscrita com as palavras "BEYONCÉ" e "calor", coberto com uma tampa de opulento. Eau de Parfum vem em quatro diferentes tamanhos.
- 100 ml / 3,4 oz
- 50 ml / 1,7 oz
- 30 ml / 1,0 oz
- 15 ml / 0,5 oz

Além disso foi distribuído com a fragrância Eau de Parfum a loção corporal Gold Sparkling Body Lotion, que foi criado para iluminar o brilho natural da pele com um brilho sutil de ouro. A Loção para o Corpo de Ouro Espumante pode ser incluído no fragrâncias Eau De Parfum ou adquirido separadamente em um tamanho.
- 200ml / 6,7 oz

Após o lançamento de Heat , Knowles lançou vários conjuntos seguindo diferentes celebrações que contou com o cheiro e vários itens adicionais. O primeiro conjunto a ser lançado foi "Heat Mother's Day Gift Set", que incluiu um fl 3.4. oz Eau de Parfum Spray, um fl 2,5. oz Ouro Body Lotion Sparkling, um fl 2,5. oz Shower Gel Esfoliante pérola, e uma fl 2,5. oz Creme para as Mãos. O "Holiday Gift Set" lançado por volta de férias de inverno e incluiu um fl 3.4. oz Eau de Parfum Spray, 2.5 fl. oz Ouro Body Lotion Sparkling, 2,5 fl. oz Shower Gel Esfoliante Pérolas e uma fl 0,5. oz Eau de Parfum viagem spray. O "Holiday Gift Set" também veio com uma mala de viagem livre macio vermelho com qualquer compra US $ 59. O conjunto mais recente da fragrância foi lançado no Dia dos Namorados chamado "Beyoncé Heat Gift Set Valentine's Day", que incluiu um fl 3.4. oz Eau de Parfum Spray, um fl 2,5. oz Ouro Body Lotion Sparkling, um fl 2,5. oz Shower Gel Esfoliante Pérolas, e um saco de cosmética. Vendido em separado, um "Heat Solid Perfume Ring" foi disponibilizado ao público por US $35 com o slogan "Put a ring on it!".

## Prêmios
| Ano  | Prêmio                     | Categoria                                     | Resultado |
| ---- | -------------------------- | --------------------------------------------- | --------- |
| 2011 | Academia Del Parfume       | Mejor Perfume Femenino Categoría Gran Público | Venceu    |
| 2011 | Beauty Awards              | Women's Scent Mass                            | Venceu    |
| 2011 | Cosmetic Norwegian Award   | Best Fragrance In The Lifestyle               | Venceu    |
| 2011 | Design of the Times Awards | Gold Award                                    | Venceu    |
| 2011 | Dutch Drugstore Award      | Best Fragrance                                | Venceu    |
| 2011 | FiFi Awards                | Media Campaign of The Year                    | Indicado  |

## Relançamentos

### Heat Ultimate Elixir
Em Agosto de 2010 foi revelado que Beyoncé iria relançar seu primeiro perfume em uma nova edição usando características para capturar um lado mais privado de Beyoncé. A nova edição foi lançada em Setembro de 2010 nos Estados Unidos. O objetivo do perfume é oferecer uma versão mais intensa e sensual do Heat original.
Ao revelar a inspiração para a nova fragrância, Knowles afirma que o que a motivou a atualizar o perfume original foi a ideia do perfume de sua mãe quando ela era criança:
| “ | Minha primeira lembrança de perfume é a minha mãe, e como uma menina muito jovem, ouvindo seus passos ... Seus stilettos clique, clique, clique no piso de madeira e usava uma fragrância maravilhosa e ela passar por mim e que iria ficar no quarto. Ele deixou uma sensação de calor cada vez que eu pensei sobre o cheiro dela. Eu acho que sobre os ícones que eu respeito e que todos eles têm sua própria fragrância, então eu pensei que era hora de eu ter a minha própria. | ” |

Com Heat Ultimate Elixir, Knowles acrescenta ao calor usando notas que servem para capturar um lado mais privado.  O perfume mistura picante, floral vermelho baunilha e orquídea osmanthus pétalas com as notas sensuais de cedro e âmbar, em seguida, adiciona-nos em deliciosa baunilha e tonka bean para conduzir o repouso do ponto de que este é um bouquet feito para alguém sereia sexy. Venda elixir o perfume, a Macy está descrita a fragrância como um "twist opulento e inebriante do perfume original". Mantendo-se com "tema sexy" o cheiro, o jus novo escarlate está contido no frasco original, atualizado com um atomizador de preto, que tem sido descrito como "boudoir-pronto", de Katherine Kluznik Rentmeester da revista People.

#### Recepção
Nathalie de Atkinsondo The National Post realizou um teste olfativo com o Heat Ultimate Elixir  para avaliar os diferentes aromas captados por pessoas do sexo oposto. O editor  de cosméticos Dave Lackie, que foi convidado para ser o participante do lado masculino do perfume, descrito o elixir como "mais forte do que o original", observando fortes indícios de aromas como pêssego com sabor doce emparelhado com flores indescritíveis que ofereciam "cheiro agradável". Atkinson, o participante do sexo feminino, observou o uso intenso de Creamsicle, acrescentando que o perfume é forte o suficiente "para serem notados acima dos vapores laca e graves potentes." Em uma lista de "Noseworthy Perfumes", Oprah Winfrey listou Heat Ultimate Elixir no número dois, favorecendo néctar a fragrância de madressilva, almíscar, e quente, o cheiro sequoia sensual. The Independent descreveu o odor como um "tom mais picante" em comparação com a versão original. New York Magazine descobriu embalagem a fragrância de "Lubrificante como o original."

#### Produtos
Heat Ultimate Elixir se entrega com uma fragrância quente e abafado que capta a essência de algumas das flores mais sensuais e raros do mundo. A garrafa vem equipar com um atomizador elegante que dá a garrafa de um apelo vintage e foi distribuído em Eau de Parfum em um tamanho.
- 1,7 oz/50ml

### Heat Sparkling Body Mist
Em maio de 2012, foi anunciado o lançamento do perfume Heat Sparkling Body Mist que segue a linha do sucesso anterior Heat. O perfume é uma versão mais fresca, suave da versão original. Seu lançamento foi junto com outro relançamento, já do perfume Heat Rush intitulado Heat Rush Sparkling Body Mist.

#### Produtos
Heat Sparkling Body Mist foi lançado num tamanho único.
- 4.2-oz.

### Midnight Heat
Em maio de 2012, foi lançamento do perfume Midnight Heat que segue a linha do sucesso anterior Heat. O perfume é mais sensual do que a anterior. Midnight Heat exala paixão no ar e incorpora emoção de noites quentes de verão. Suas notas abrem  com ricos sabores frutados de ameixa da Armênia e carambola. Orquídea, tulipas negras e forma peônia roxa do coração que gradualmente se transforma na base oriental de quente âmbar, sândalo e patchouli.

#### Produtos
Midnight Heat foi lançado em vários tamanhos.
- 15ml
- 30ml
- 50ml
- 100 ml

## Heat: Limited edition CD
Uma edição limitada de um extended play (EP) também intitulado Heat foi lançado promocionalmente para a fragrância. A promoção para o perfume nos Estados Unidos aconteceu com uma bolsa grátis, enquanto a edição limitada do EP foi usado como promoção para todas as versões do perfume no Reino Unido. Uma cópia do CD do EP foi incluída em cada compra de um frasco do perfume de 50ml. Como parte da campanha de publicidade do perfume, Beyoncé re-gravou sua versão de "Fever" para o comercial do perfume para a televisão.
O EP contém remixes de canções que já foram gravadas por Beyoncé, a versão Catalyst Remix de "Broken-Hearted Girl" foi anteriormente divulgada no álbum de remix de 2009 Above and Beyoncé - Video Collection & Dance Mixes. Depois de promover o álbum, o varejo britânico Debenhams afirmou que o EP é composto por cinco dos maiores sucessos de Beyoncé. A música "Fever" foi lançada como um single promocional para download digital no dia 8 de Fevereiro de 2010.

### Faixas
| N.º            | Título                                 | Compositor(es)                                                                | Produtor(es)                                                 | Duração |  |
| 1.             | ""Fever""                              | John Davenport, Eddie Cooley                                                  | Chink Santana, Beyoncé Knowles                               | 3:33    |  |
| 2.             | "At Last" (Karmatronic Remix)          | Mack Gordon, Harry Warren                                                     | Achillies Sparta, Peter Krakczar, Moe Cohen (produção exec.) | 7:38    |  |
| 3.             | "Broken-Hearted Girl" (Catalyst Remix) | Beyoncé Knowles, Kenneth Edmonds, Mikkel Storleer Eriksen, Tor Erik Hermansen | Catalyst                                                     | 4:55    |  |
| 4.             | "Satellites" (Karmatronic Remix)       | Amanda Ghost, Dave McCracken, Ian Dench, Knowles                              | Achillies Sparta, Peter Krakczar, Moe Cohen (produção exec.) | 7:19    |  |
| 5.             | "Smash Into You" (Lost Daze Remix)     | Christopher Stewart, Terius Nash, Knowles                                     | Frank DeMaria, Anthony Saputo, Peace Bisquit                 | 6:21    |  |
| Duração total: | Duração total:                         | Duração total:                                                                | Duração total:                                               | 29:46   |  |

### Créditos
Os créditos foram retirados do encarte do álbum.
- Produtor executivo - Beyoncé Knowles, Moe Cohen
- Vocais - Beyoncé Knowles
- Masterização - Tom Coyne
- Produtor - Beyoncé Knowles, Chink Santana, Achillies Sparta, Peter Krakczar, Catalyst, Frank DeMaria, Anthony Saputo, Peace Bisquit
- Coordenação de Remix - Angelo "Pepe" Skordos, Bill Colozman